# Moscardón
Moscardón település Spanyolországban, Teruel tartományban. Moscardón Albarracín községgel határos. Lakosainak száma 61 fő (2024).

## Népesség
A település népessége az utóbbi években az alábbiak szerint változott:
| Lakosok száma | 53   | 51   | 60   | 63   | 64   | 60   | 57   | 54   | 52   | 61   |
|               | 2001 | 2004 | 2007 | 2009 | 2012 | 2014 | 2017 | 2019 | 2022 | 2024 |